# Сок Вилиџ (Илиноис)
Сок Вилиџ (енгл. Sauk Village) град је у америчкој савезној држави Илиноис.

## Демографија
По попису из 2010. године број становника је 10.506, што је 95 (0,9%) становника више него 2000. године.
| Група             | 2000.         | 2010.         |
| Белци             | 5.540 (53,2%) | 2.496 (23,8%) |
| Афроамериканци    | 3.382 (32,5%) | 6.584 (62,7%) |
| Азијати           | 69 (0,7%)     | 36 (0,3%)     |
| Хиспаноамериканци | 1.224 (11,8%) | 1.171 (11,1%) |
| Укупно            | 10.411        | 10.506        |